# Guzmania pseudodissitiflora
Guzmania pseudodissitiflora är en gräsväxtart som beskrevs av Harry Edward Luther och K.F.Norton. Guzmania pseudodissitiflora ingår i släktet Guzmania och familjen Bromeliaceae. Inga underarter finns listade i Catalogue of Life.